# 尤利娅·纳瓦利纳娅
尤利娅·鲍里索芙娜·纳瓦利纳娅（俄語：Юлия Борисовна Навальная，羅馬化：Yulia Borisovna Navalnaya，國際音標：[ˈjʉlʲɪjə nɐˈvalʲnəjə]，1976年7月24日—），婚前姓阿布罗西莫娃（羅馬化：Abrosimova），俄罗斯公眾人物、经济学家，反对派领导人阿列克谢·纳瓦利内的遗孀，被誉为俄罗斯反对派的“第一夫人”。

## 早年经历
1976年7月24日，尤利娅·鲍里索夫娜·阿布罗西莫娃出生於莫斯科，其父为科学家鲍里斯·亚历山德罗维奇·阿布罗西莫夫（Борис Александрович Абросимов），母亲供职于苏联轻工业部。五年级的时候，纳瓦利纳娅的父母离婚，母亲改嫁给了蘇聯國家計劃委員會的职员。2020年，记者奥列格·卡辛称尤利娅的父亲是俄罗斯驻英国大使馆秘书鲍里斯·鲍里索维奇·阿布罗西莫夫，和俄罗斯情报部门有联系，而尤利娅的姨妈是《俄罗斯联邦宪法》起草人之一埃琳娜·鲍里索芙娜·阿布罗西莫娃。为回应该报道，尤利娅的丈夫纳瓦利内公开了岳父的死亡证明，证实尤利娅的父亲早在1996年就已经去世。
尤利娅大学就读于俄罗斯普列汉诺夫经济大学国际经济关系学院，后出国实习，攻读研究生。毕业后，尤利娅曾在莫斯科一家银行工作。

## 社会活动

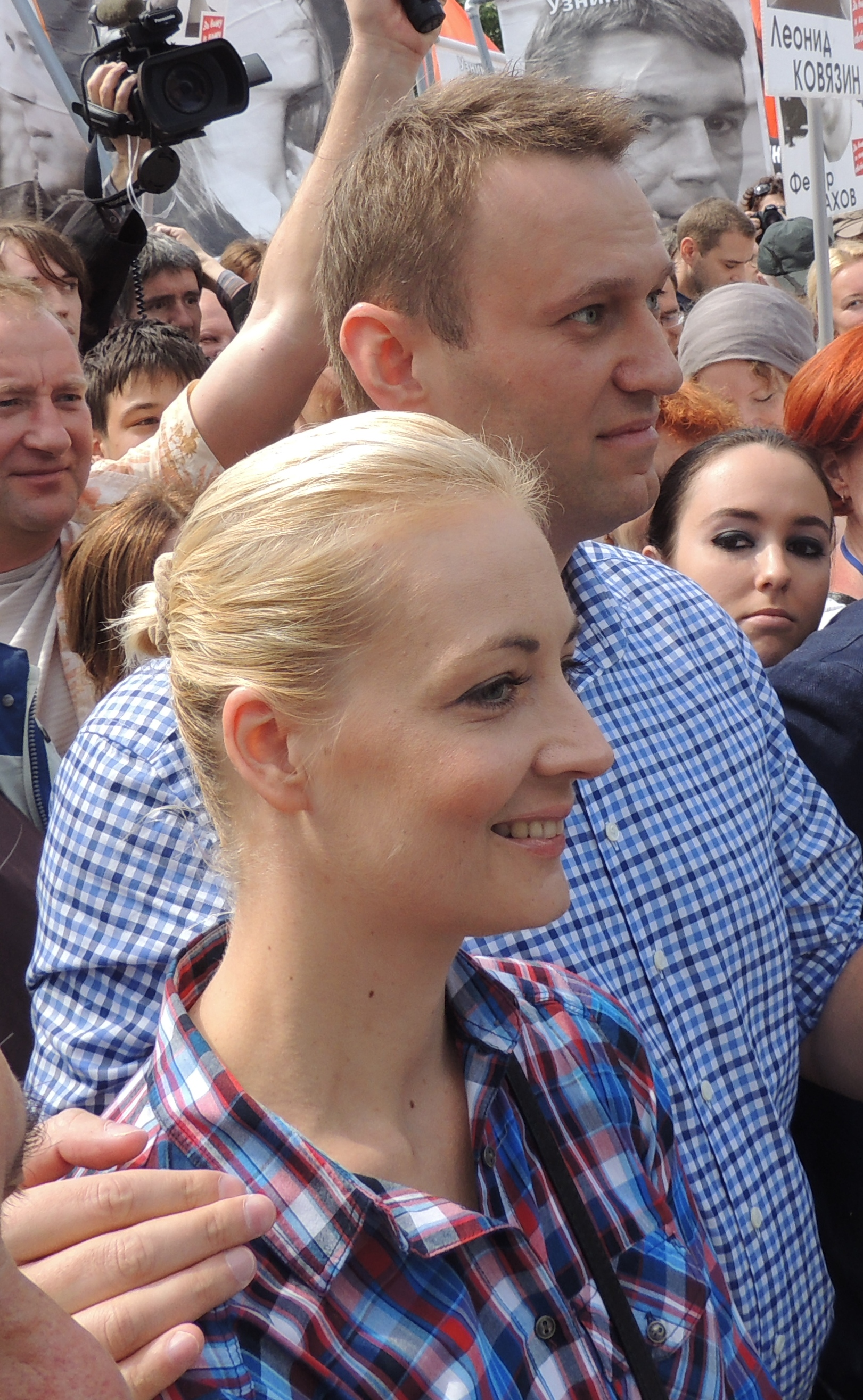
2013年6月12日，尤利娅与丈夫纳瓦利内出席莫斯科的集会

自2007年起，尤利娅的丈夫纳瓦利内走上博客主及反对派的道路，名气与日俱增，尤利娅也因此成为了他的第一秘书兼助理。随着纳瓦利内的生活逐渐被曝光，尤利娅也出现在聚光灯下，被誉为“俄罗斯反对派第一夫人”。观察人士指出，尤利娅从未将自己定位为独立政治人士，而是一直陪伴在丈夫而身边，当一位忠诚的妻子和伴侣，如同十二月党人的妻子。每当纳瓦利内需要的时候，尤利娅都会发表严厉的措辞，采取果断的行动，但是从不直接投身政治。尤利娅也经常在政治集会上发表讲话；2018年9月，俄羅斯聯邦國家近衛軍总司令维克托·佐洛托夫跟纳瓦利内提出“单挑”，尤利娅指责他是“小偷、懦夫、无耻的强盗”。
2020年夏末秋初，纳瓦利内突发急病的事件，让尤利娅受到公众密切关注。当时她要求俄罗斯当局释放纳瓦利内，让他到德国接受治疗，甚至亲自给俄罗斯总统弗拉基米尔·普京发出呼吁。后来德国专家确认纳瓦利内中毒，俄罗斯外科医生列昂尼德·罗沙尔称俄方从纳瓦利内身上采集了样本，未发行他体内有有毒物质，并提议成立由俄罗斯及德国两国组成的团体来应对事件。尤利娅批评列昂尼德充当俄罗斯当局传声筒，完全没有医生的做派。尤利娅随后陪丈夫到柏林夏里特医院接受治疗。后来纳瓦利内发布了一则消息，称“尤利娅，是你救了我”。事件发生后，欧洲主流媒体密切关注尤利娅的行动，经常引用她在社交媒体的贴文，尤利娅也被《新报》读者评为2020年年度英雄。
2021年1月，尤利娅与纳瓦利内返回俄罗斯，然而纳瓦利内刚抵达边境管制站，就被当局拘禁。尤利娅发声明指责当局，称逮捕行动及关闭伏努科沃國際機場的行为证明了当局害怕纳瓦利内。她还表示：“阿列克谢说他不害怕，我也不害怕，我敦促大家不要害怕。”随后尤利娅指控西罗维基迫害她，说她是“阶级敌人的妻子”。她的Instagram上写道：“37年（大清洗）已经来到，我们都还没发现。”2021年1月21日，尤利娅宣布参加反普京示威，要求当局释放纳瓦利内。1月23日，她被当局逮捕，当晚获释。
2024年2月16日，俄罗斯俄罗斯联邦监狱管理局公开纳瓦利内的死讯，称关押在亚马尔-涅涅茨自治区哈爾普村極地狼勞教所的纳瓦利内当天早上散步后感到不适，随后去世。消息公布的时候，尤利娅正出席慕尼黑安全會議，她在会议上發表演說，称不相信俄羅斯官方和官媒關於丈夫死亡的消息，並呼籲世界「團結起來對抗普京和他的政權」。她的演說獲得了全場起立鼓掌。

## 个人生活
1998年夏季，正在土耳其度假的尤利娅结识了当时还是律师的纳瓦利内，两人都是莫斯科居民。2000年，两人结婚，婚后育有一女达利娅（2001年出生）和一子扎哈尔（2008年）。尤利娅曾帮助父母照料家里的编篮子生意。2007年后，尤利娅不再工作，以“日常生活及照看孩子为主”。2000年，尤利娅与丈夫加入俄罗斯统一民主党“亚博卢”，2011年5月退党。

### 从政可能性

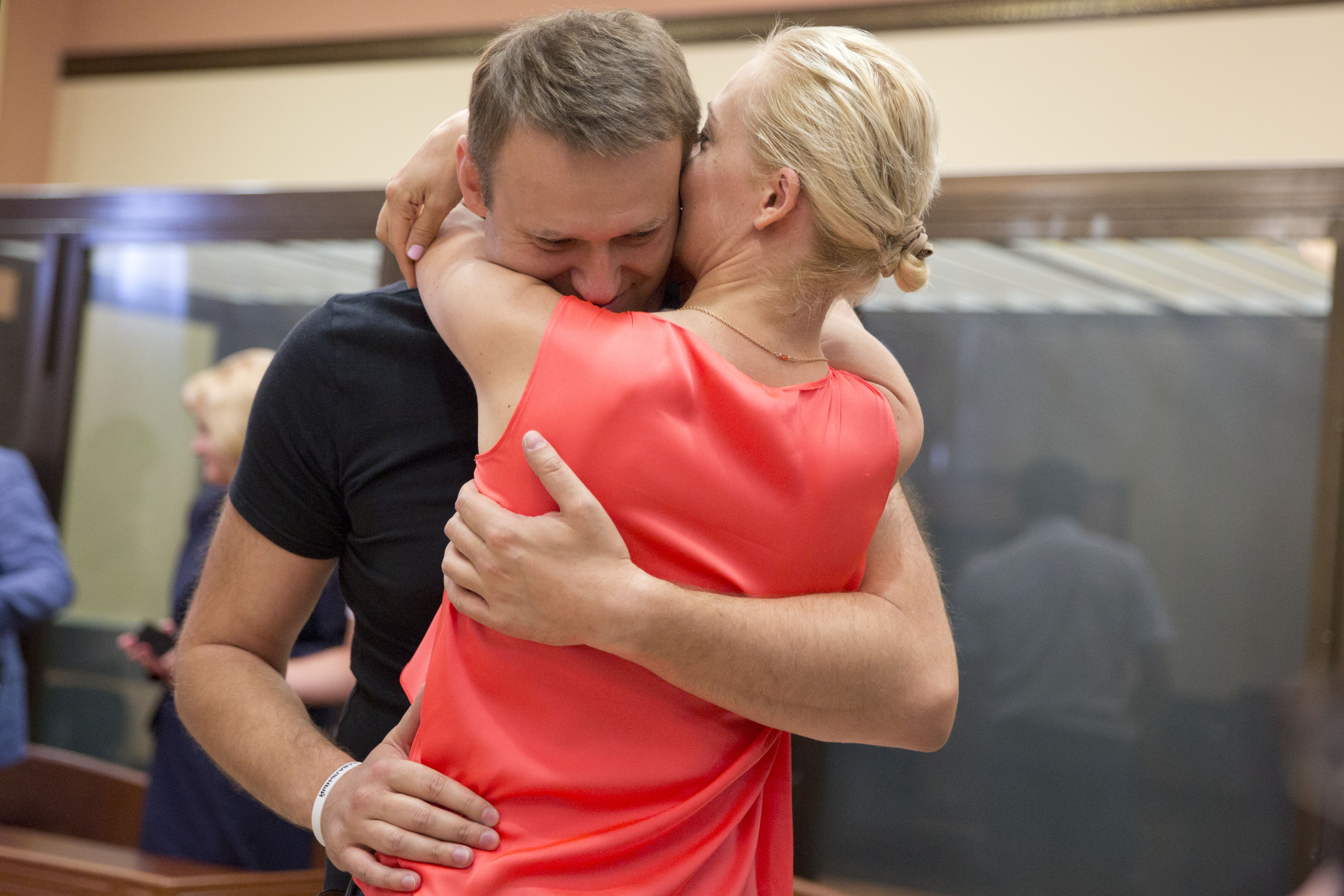
2013年7月19日，纳瓦利内向检察官办公室上诉成功，当场获释。获释的纳瓦利内与尤利娅相拥

2015年，莫斯科迴聲发布“最具影响力的100位俄罗斯女性”榜单，尤利娅排第67。纳瓦利内被判处缓刑后，舆论认为尤利娅会提名自己参选总统，以代替纳瓦利内。据俄罗斯公共人物克谢尼娅·索布恰克表示，2018年，尤利娅跟纳瓦利内提出代替他参选，但被婉拒，说“选票是不能移交的”。
2020年9月，纳瓦利内中毒后，舆论认为尤利娅似乎开始走向独立政治人物角色，有望成为俄罗斯的斯韦特兰娜·季哈诺夫斯卡娅，也就是反对派领袖。政治分析人士康斯坦丁·卡拉切夫（Konstantin Kalachev）认为尤利娅的角色已经从“政治人物的妻子转变为政治人物”；她拥有人格魅力，在需要时候可以轻易取代其丈夫。政治战略家阿巴斯·加利亚莫夫认为尤利娅和菲律宾反对派领袖小貝尼格諾·阿基諾的妻子柯拉蓉有相似之处，科拉松曾反对费迪南德·马科斯长达20年的独裁统治。也有其他观点认为尤利娅不太可能转变。
2020年，俄罗斯作家德米特里·贝科夫称尤利娅让他想起柳德米拉·彼得魯舍夫斯卡婭的英雄形象：“她面对着比她（柳德米拉）更险峻的环境，但有些奇迹让她战胜了世界的险恶。”
2021年1月，亲克里姆林宫电视频道帝都电视台威胁要公开纳瓦尔尼的私密文件，除非纳瓦利纳娅承诺“不当俄罗斯的季哈诺夫斯卡娅”、“不玩政治游戏”。
纳瓦利内身亡后，尤利亚发布影片，称计划继承纳瓦利内的政治工作，呼吁俄罗斯民众在她身边集会，就像在纳瓦利内身边集会一样：“我会继续阿列克谢·纳瓦利内的工作......我希望生活在自由的俄罗斯，我希望建立一个自由的俄罗斯。”